# Graz
Graz (pronunție în germană [ˈɡʁaːt͡s]), cu o populație de 302.749 de locuitori (la 1 Ianuarie 2024), este al doilea oraș ca mărime din Austria și totodată capitala provinciei Steiermark (Stiria). Orașul este situat pe râul Mur, în sud-estul Austriei.
Graz s-a format probabil în secolul al XII-lea, fiind construit în jurul Schlossberg-ului. Numele derivă din slovenul grad, care înseamnă castel.
Centrul vechi istoric din Graz este înscris pe lista patrimoniului cultural mondial UNESCO.

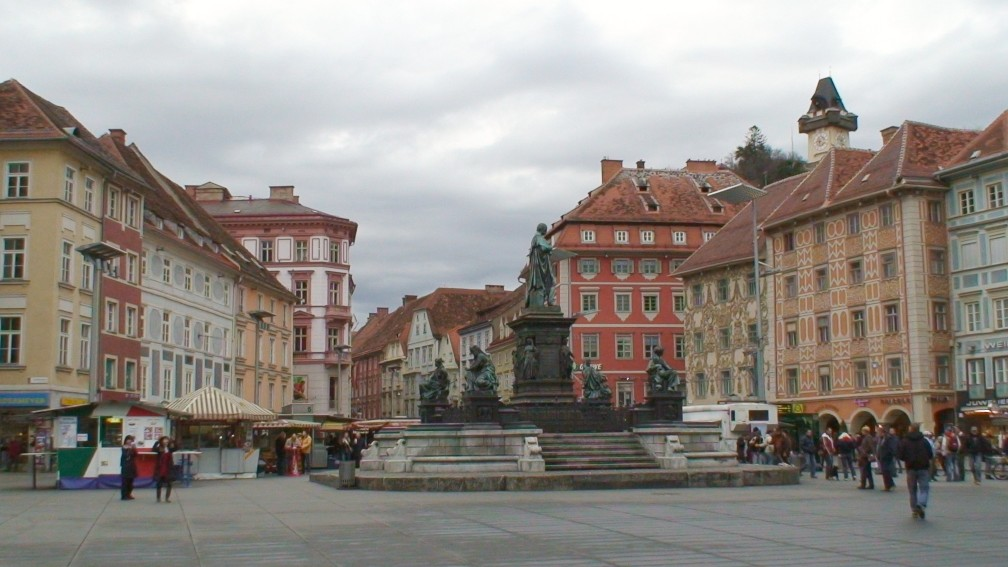
Graz (piaţa centrală)

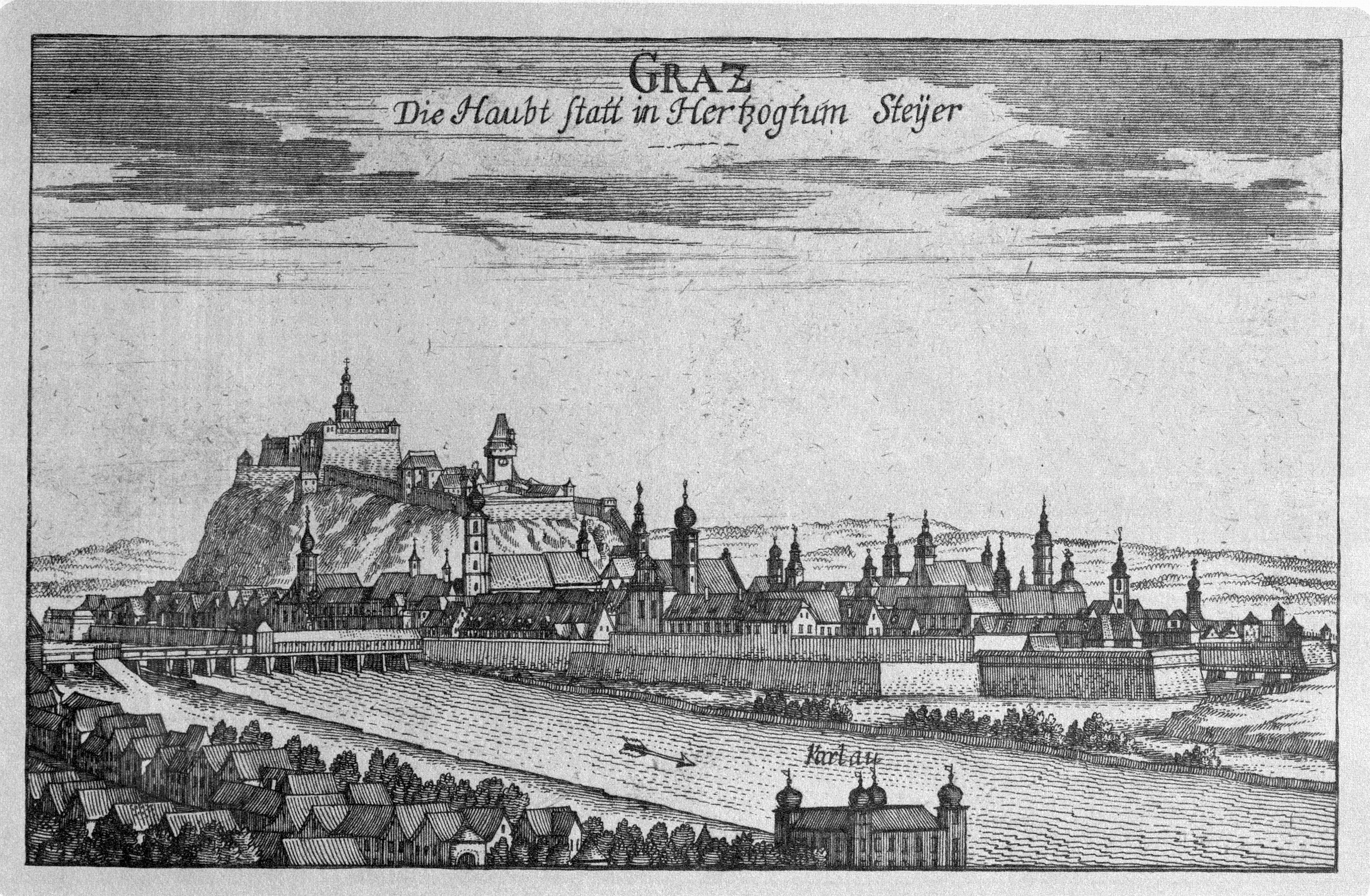
Graz, Georg Matthäus Vischer (1670)

Actorul Arnold Schwarzenegger s-a născut lângă Graz, în satul Thal.
În 2003 Graz a fost declarat "Capitală Culturală a Europei".

## Politică

### Locuri partidelor în Gemeinderat Grazului
- ÖVP 23
- SPÖ 11
- Verzii 8
- KPÖ 6
- FPÖ 6
- BZÖ 2

## Personalități
- Anne de Austria (1573 - 1598), regină a Poloniei;
- Caterina Renata de Austria (1576 - 1599), arhiducesă;
- Constance de Austria (1588 - 1631), regină a Poloniei;
- Karl Böhm (1894 - 1981), dirijor;
- Arnold Schwarzenegger (n. 1947), actor, politician;
- Aglaia Szyszkowitz (n. 1968), actriță;
- Valentino Lazaro (n. 1996), fotbalist.

## Clima
| Date climatice pentru Graz (1971–2000)                   | Date climatice pentru Graz (1971–2000) | Date climatice pentru Graz (1971–2000) | Date climatice pentru Graz (1971–2000) | Date climatice pentru Graz (1971–2000) | Date climatice pentru Graz (1971–2000) | Date climatice pentru Graz (1971–2000) | Date climatice pentru Graz (1971–2000) | Date climatice pentru Graz (1971–2000) | Date climatice pentru Graz (1971–2000) | Date climatice pentru Graz (1971–2000) | Date climatice pentru Graz (1971–2000) | Date climatice pentru Graz (1971–2000) | Date climatice pentru Graz (1971–2000) |
| Luna                                                     | Ian                                    | Feb                                    | Mar                                    | Apr                                    | Mai                                    | Iun                                    | Iul                                    | Aug                                    | Sep                                    | Oct                                    | Nov                                    | Dec                                    | Anual                                  |
| -------------------------------------------------------- | -------------------------------------- | -------------------------------------- | -------------------------------------- | -------------------------------------- | -------------------------------------- | -------------------------------------- | -------------------------------------- | -------------------------------------- | -------------------------------------- | -------------------------------------- | -------------------------------------- | -------------------------------------- | -------------------------------------- |
| Maxima medie °C (°F)                                     | 2.8 (37)                               | 5.8 (42,4)                             | 10.7 (51,3)                            | 15.3 (59,5)                            | 20.5 (68,9)                            | 23.4 (74,1)                            | 25.3 (77,5)                            | 24.7 (76,5)                            | 20.4 (68,7)                            | 14.6 (58,3)                            | 7.7 (45,9)                             | 3.6 (38,5)                             | 14,6 (58,3)                            |
| Media zilnică °C (°F)                                    | −1 (30,2)                              | 1.0 (33,8)                             | 5.1 (41,2)                             | 9.6 (49,3)                             | 14.6 (58,3)                            | 17.7 (63,9)                            | 19.5 (67,1)                            | 18.9 (66)                              | 14.7 (58,5)                            | 9.4 (48,9)                             | 3.7 (38,7)                             | 0.1 (32,2)                             | 9,4 (48,9)                             |
| Minima medie °C (°F)                                     | −3.8 (25,2)                            | −2.9 (26,8)                            | 1.0 (33,8)                             | 4.9 (40,8)                             | 9.5 (49,1)                             | 12.7 (54,9)                            | 14.7 (58,5)                            | 14.3 (57,7)                            | 10.6 (51,1)                            | 5.9 (42,6)                             | 0.9 (33,6)                             | −2.3 (27,9)                            | 5,5 (41,9)                             |
| Minima istorică °C (°F)                                  | −20.2 (−4.4)                           | −19.3 (−2.7)                           | −17.2 (1)                              | −5.5 (22,1)                            | −1.3 (29,7)                            | 3.6 (38,5)                             | 6.3 (43,3)                             | 4.9 (40,8)                             | 0.8 (33,4)                             | −6.4 (20,5)                            | −12.7 (9,1)                            | −17.5 (0,5)                            | −19,3 (−2,7)                           |
| Precipitații mm (inches)                                 | 23.9 (0.941)                           | 30.4 (1.197)                           | 44.1 (1.736)                           | 49.0 (1.929)                           | 86.0 (3.386)                           | 117.8 (4.638)                          | 125.1 (4.925)                          | 113.0 (4.449)                          | 81.1 (3.193)                           | 61.7 (2.429)                           | 51.9 (2.043)                           | 34.9 (1.374)                           | 818,9 (32,24)                          |
| Zăpadă cm (inches)                                       | 12.8 (5.04)                            | 15.6 (6.14)                            | 6.5 (2.56)                             | 2.3 (0.91)                             | 0.1 (0.04)                             | 0.0 (0)                                | 0.0 (0)                                | 0.0 (0)                                | 0.0 (0)                                | 0.2 (0.08)                             | 9.1 (3.58)                             | 15.5 (6.1)                             | 62,1 (24,45)                           |
| Nr. de zile cu precipitații (≥ 1.0 mm)                   | 4.8                                    | 4.8                                    | 6.6                                    | 7.9                                    | 10.6                                   | 11.5                                   | 10.7                                   | 9.7                                    | 7.5                                    | 6.3                                    | 6.5                                    | 5.2                                    | 92,1                                   |
| Nr. mediu de zile cu ninsoare (≥ 1.0 cm)                 | 15.6                                   | 10.0                                   | 4.1                                    | 0.5                                    | 0.0                                    | 0.0                                    | 0.0                                    | 0.0                                    | 0.0                                    | 0.0                                    | 2.8                                    | 9.1                                    | 42,1                                   |
| Ore însorite                                             | 90.4                                   | 117.8                                  | 145.7                                  | 166.4                                  | 210.0                                  | 213.0                                  | 234.4                                  | 226.9                                  | 174.0                                  | 139.6                                  | 93.0                                   | 78.8                                   | 1.890,0                                |
| Sursă: Central Institute for Meteorology and Geodynamics |                                        |                                        |                                        |                                        |                                        |                                        |                                        |                                        |                                        |                                        |                                        |                                        |                                        |